# UK-DMC
UK-DMC ou UK-DMC 1, également connu sous le nom de BNSCSAT-1, était un satellite britannique faisant partie de la Disaster Monitoring Constellation (DMC). Il a été construit par Surrey Satellite Technology, qui l'exploitait via DMC International Imaging pour le compte du British National Space Centre et plus tard de l'UK Space Agency. Il a été lancé avec d'autres satellites DMC par une fusée Cosmos-3M depuis Plessetsk le 27 septembre 2003, et a été retiré du service en novembre 2011.

## Mission
En plus de transporter des capteurs d’imagerie de télédétection, le satellite embarquait également des charges utiles expérimentales : le routeur CLEO, une expérience de démonstration de la réflectométrie GNSS, ainsi qu’un système de propulsion par résistojet à eau. UK-DMC a démontré la première utilisation de l’Internet interplanétaire dans l’espace. En novembre 2010, à l’approche de la fin de sa vie opérationnelle, UK-DMC a été placé sur une orbite plus basse.

## Désactivation
Après huit ans en orbite, les opérations quotidiennes du satellite ont cessé en novembre 2011. Les opérations ont été reprises par son successeur, UK-DMC 2.
Le satellite fait désormais partie des débris spatiaux en orbite terrestre basse, qui finiront par se désintégrer dans l’atmosphère terrestre.